# Дедина Младеже
Дедина Младеже (словац. Dedina Mládeže) — село в окрузі Комарно Нітранського краю Словаччини. Площа села 12,78 км². Станом на 31 грудня 2015 року в селі проживало 457 жителів.

## Історія
Перші згадки про село датуються 1949 роком.

## Населення
| Рік:            | 1994. | 2004.   | 2014.   | 2024.   |
| --------------- | ----- | ------- | ------- | ------- |
| Кількість осіб: | 527   | 499     | 454     | 415     |
| Різниця:        |       | -5,31 % | -9,01 % | -8,59 % |

| Рік:            | 2023. | 2024.   |
| --------------- | ----- | ------- |
| Кількість осіб: | 424   | 415     |
| Різниця:        |       | -2,12 % |